# 新野县
新野县在中国河南省西南部、白河流域，是南阳市下辖的一个县。縣人民政府駐漢城街道。
新野县下属8个镇5个乡2个街道办事处：五星镇、歪子镇、王庄镇、溧河铺镇、施庵镇、沙堰镇、王集镇、新甸铺镇；上港乡、城郊乡、前高庙乡、樊集乡、上庄乡；汉城街道办事处、汉华街道办事处。

## 区域简介
新野属河南省南阳市管辖，历史悠久，文化灿烂，古称贵地。她北依宛洛、南接荆襄，西临秦陇，东通宁沪，沃野百里，八水竞流，物华天宝，人杰地灵，自古有“南北孔道，中州屏障”之称。
新野是一座历史悠久的古城，位于河南省西南部，南襄盆地中心，号称“百里平川”，北接河南省次中心城市南阳市，南与湖北省省域副中心城市襄阳市接壤，是三国历史文化名城。新石器时代晚期形成部落，西汉初年置县。这块富庶美丽的土地，造就了邓禹、庾信、岑参、阴丽华（汉光武帝刘秀之妻）等历史文化名人。「三请诸葛」、「火烧新野」等三国故事使新野声名远播，闻名遐迩。
新野总面积1062平方公里，辖8镇5乡2个街道办事处，251个行政村、16个居委会，98万亩耕地，約60万人。
新野交通便利，能源充足。距南阳、襄阳机场各60公里。距焦柳、宁西铁路各30公里，二广高速公路、省道S103线、S244线、S335线在县境内交汇，高等级县乡公路和村村通油路四通八达，形成了城乡一刻钟快捷交通圈。规划中的郑渝高铁穿境而过。
该县中心城区框架已达到27.5平方公里，其中县城建成区面积22平方公里，城区20万人，全县城镇化水平达到42%，各项规划技术指标均居全（南阳）市前列，中心城区连年被市政府评为“全市城乡规划与实施优秀城区”。
新野是中国第一批全国对外开放县、优质棉生产基地县、无公害蔬菜生产基地示范县、社会治安综合治理先进县、河南省对外开放重点县、城镇化建设重点县和绿色畜产品生产基地示范县。
新野正由传统农业大县崛起为充满活力的新兴工业、商贸、旅游、宜居中等城市。

## 人口民族
根據第七次人口普查數據，截至2020年11月1日零時，新野縣常住人口602827人。

## 县名由来
大致有五种说法： 
一日：在远古时期，新野境域为沼泽之区，以后逐渐成为陆地，蔓草盈野，后经开发，成为良沃。建县时，改“薪”为“新”，名为新野。
一曰：据《水经注》称：淯水枝津分派， 陂水所溉，咸成良沃，又有豫章、邓氏等陂，盖地为良沃，故以新野为名。 　　
一曰：新野的含义是新形成的田野。远古时期，南阳盆地据说是个湖泊，新野正处在湖底。盆地周围的山岭， 由于长期的风化和流水冲刷，致使湖泊逐渐淤积，最后只剩湖底是片积水区。大约到了战国时期，这处湖底也形成了新的平原。西汉置县，谓之新野。 　　
一曰：新野县名的由来可能与新都有关。新都即今王庄镇的九女城。在汉代曾屡为侯国……因新野城位于新都邑西20公里，《尔雅》曰：“邑外谓之郊，郊外谓之牧，牧外谓之野。”县名新野，即新都之野也。 　　
—曰：新野早在春秋时已为封邑， 称“蒸野”。随着农业生产的发展，水利的兴修，蒸野一带的土地得到灌溉， 皆成良田，从而人口增加，气象更新，西汉初新建为县时，遂称新野。

## 行政区划
新野县下辖2个街道办事处、8个镇、5个乡：
汉城街道、汉华街道、王庄镇、沙堰镇、新甸铺镇、施庵镇、歪子镇、五星镇、溧河铺镇、王集镇、城郊乡、前高庙乡、樊集乡、上庄乡和上港乡。

## 经济发展
毗邻区域性棉纺织产业中心。
新野纺织股份有限公司是中国国家级农业产业化龙头企业，于2006年在深交所成功上市，居全国棉纺织行业竞争力前20强，是南阳地区首家上市企业。新野纺织是“中国纺织行业竞争力前20强”和“河南省50家重点支持企业”，引进了国际一流的气流纺和色织布生产线，建立了国家级技术开发中心及纤维制品检测中心，被确定为全国功能性服装面料开发基地。 
新野农业形成了蔬菜、畜牧、棉花三个支柱产业，是河南省农业标准化示范县，培育形成了“公司+基地+农户”的发展模式。 　　
蔬菜常年种植面积44万亩，其中无公害蔬菜20.6万亩，有18个蔬菜品种获农业部无公害农产品认证。 　　
新野蔬菜批发交易市场为全国151家定点鲜活农产品批发交易市场之一。“宛绿”牌蔬菜畅销国内外。
畜牧业主导品种为皮南杂交肉牛，年肉类总产量12万吨。引进了内蒙古科尔沁牛业战略合作伙伴，并以此为依托，加快建设中原肉牛生态产业集聚区。
棉花种植面积38万亩，是全国棉花百强县和河南省十强县，“银鹏”牌棉花位居全国十大品牌棉花之首。
另外，年产小麦25万吨、玉米7万吨、花生及其它油料18.5万吨。

## 旅游资源

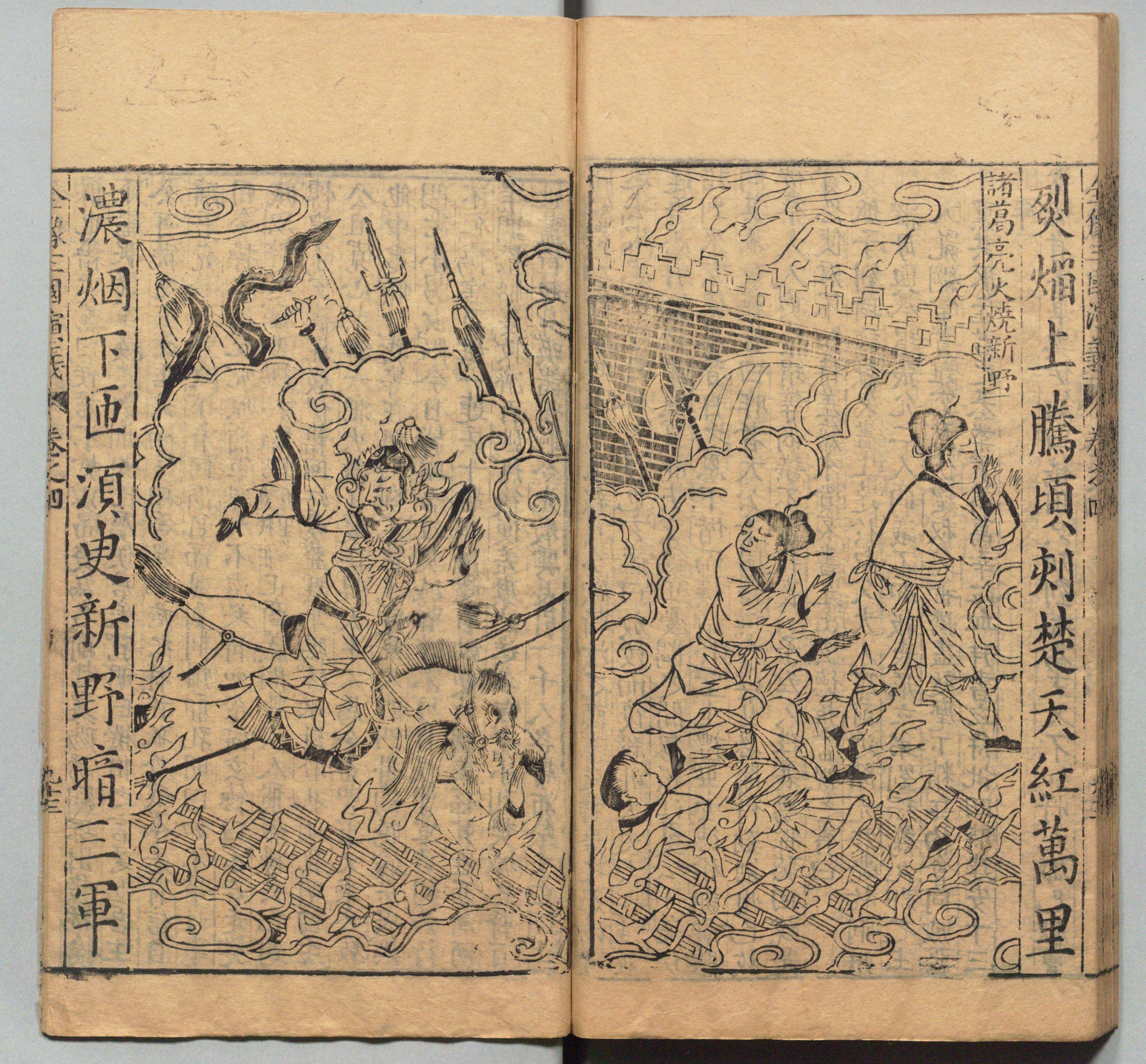
周曰校插图版《三国志通俗演义》中的诸葛亮火烧新野

新野历史悠久，境内有刘备屯兵新野时与诸葛亮运帷幄商谈军机大事的汉议事台，有世界上最小之城关羽拴马之地汉桑城，另有太子阁、光武台、挂剑树、邓禹台、召父渠、荐贤岭、拦马桥、打鼓冢、火烧新野遗址、凤凰山遗址、汉津码头遗址、新都故城、汉棘阳故城、诸葛庄遗址、汉朝阳遗址、来歙故宅的自流井、前高庙祖师庙观、岑公祠、水府庙等。现保存有省级重点保护文物11处，县级重点保护文物89处。 
1992年，新野被列入河南省“三国旅游线景点”之一。

## 区位优势
新野交通便利，能源充足。
该县距南阳、襄阳机场各60公里。距焦柳、宁西铁路各30公里，二广高速公路、平宜高速公路（筹建）、省道S103线、S244线、S335线在县境内交汇，高等级县乡公路和村村通油路四通八达，形成了城乡一刻钟快捷交通圈。 　　
县内110KV输变电站4座，220KV输变电站1座。
境内水资源充沛，唐河、白河、湍河、刁河等八水竞流，是南水北调工程受水区，经济社会发展水资源充沛。
县内现有大量的轻工业熟练工人和专业技术人才，劳动力资源丰富。

## 城市建设
到中国第十二个五年计划末期，县城建成区面积力争达到40平方公里左右，居住人口达到30万人以上，建成宜居中等城市。
构建便捷交通体系，重点抓好郑渝高铁、新野大道、S103升国道、S335改线、白河特大桥建设等重大交通基础设施项目，构建以国道、省道和新野大道为主，以县城外环、县乡道两条环线和村道为辅，以宛襄两个机场和郑渝高铁、焦柳铁路、宁西铁路为延伸的立体便捷交通体系。

## 地理
新野，地理位置优越。位于河南省西南部，南阳盆地中心，属汉水流域，与湖北省襄阳市接壤。界于112°14'44"—112°35'42"，北纬32°9'30"—32 °4'98"之间。全境南北长52公里，东西宽22公里总面积1026平方公里，境内平坦，沃野百里。
新野属北亚热带地区，具有明显的大陆性季风气候特征，温暖湿润，四季分明，光、热、水资源丰富。全年平均日照总时数1815.8小时，年平均气温15.1℃；年平均降水量721.0毫米，年平均相对湿度75%；年平均无霜前228天；年平均风速2.9 米/秒。主要气象灾害有：雨涝、干旱、大风.冰雹等。按照气候平均气温划分四季：春季始于3月26日，持续56天；夏季始于5月21日，持续113天；秋季始于9月11日，持续61天；冬季始于11月11日，持续135天。
概括四季气候特点：春季多风、气候多变；夏季湿热、旱涝频繁；秋季凉爽、阴雨连绵；冬季干冷，雨雪稀少。

## 名优特产
- 张飞板麵

在新野，人们始终传承着一种作法独特的风味小吃——新野张飞板麵。这种享誉中外的三国板麵已有1800多年的历史。如今，在传统的工艺上，通过精加工、细操作、揉条摔板、厚薄均匀、炸炒焖炖、佐料齐全。视之，粉白、菜青，油红；品尝，肉烂、辣香、味道极佳。
- 风味独特的“三国臊子”

新野有一种饮誉海内外的地方风味食品——“三国臊子”。三国臊子的奇特之处是保鲜期长，不需冷藏可存放一年以上，经夏不腐，味道不变。包装分为盆装、小袋装、礼品装，并有各种不同口味，成为居家食用和馈赠亲朋的礼物。 　　
- “汉华”牌曲酒、酒精

据历史记载，兩漢之際刘秀反莽起义，攻克新野，被王莽追撵，与阴丽华相遇，妍妍淑女阴丽华呈阴氏佳酿宴刘秀，刘秀举杯惊艳，相见恨晚，酒美人更美，刘秀当即发下宏誓大愿：“仕宦当作执金吾，娶妻当得阴丽华”。刘秀称帝后册封阴丽华为皇后，册封阴氏老窖“汉华酒”为宫廷御酒。让东汉光武帝刘秀神清气爽、雄姿英发的汉华美酒也由此风光华夏。
此外，新野县还是猴戏的发源地，新野的乡间有很多养猴、驯猴的民间艺人。

## 历史名人
新野县的历史名人有：邓禹、阴丽华、邓绥、刘禅、庾信、岑文本、岑参、刘慎、马一山、张长弓、詹英、邓艾、鄧芝等。